# Francisco Lorenzo de Velasco
Francisco Lorenzo de Velasco y Palafox (Guadalajara, Nueva Galicia, 10 de agosto de 1784 - Huaxpala, Veracruz, 8 de septiembre de 1816) fue un sacerdote católico novohispano que participó en la guerra de la independencia de México del lado insurgente.

## Estudios y canónigo
Sus padres fueron Doña Vicenta de Palafox y Lozano y Don Francisco Antonio de Velasco y de la Vara, quien llegó a ser presidente interino de la provincia de Nueva Galicia. Realizó sus primeros estudios en la Universidad de Guadalajara. En enero de 1805 presentó un acto mayor dedicado a José Fernando Abascal y Sousa en el cual disertaba sobre derecho español y derecho canónico. Esta tesis le abrió las puertas para viajar a España e ingresar a la Universidad de Alcalá en donde obtuvo un doctorado en letras.
A su regreso a México fue nombrado canónigo prebendado en la Colegiata de Guadalupe.

## Insurgente bajo las órdenes de Rayón y Morelos
Sin embargo, el 28 de febrero de 1812, "después de haber meditado uno y medio años la idea de abandonar su casa, con el único fin de servir a la nación y evitar, si era posible, el derramamiento de sangre en la lucha, que entonces agitaba fuertemente a México", decidió unirse a la causa de los insurgentes presentándose a las órdenes de Ignacio López Rayón en el valle de Toluca.   La reacción por parte del cabildo metropolitano no se hizo esperar, Velasco fue excomulgado.
Su padre intentó interceder por él ante el virrey Francisco Xavier Venegas, no obstante el doctor Velasco escribió diversas cartas dirigidas al propio virrey, al canónigo Mariano Beristáin y al brigadier Rosendo Porlier justificando su decisión. Por otra parte, comenzó a colaborar a partir del número 21 del periódico insurgente  El Ilustrador Americano .
López Rayón le dio el grado de brigadier. Participó en el sitio de Toluca y en Lerma derrotó al realista Castillo Bustamante el 20 de mayo de 1812. En Apaseo derrotó a los realistas que habían construido una fortificación y defendió el fuerte de San Juan Evangelista. En noviembre del mismo año realizó recorridos con las tropas insurgentes en Monte Alto y en la periferia de la Ciudad de México. Viajó a Huichapan con López Rayón, en dicho lugar impartió misas en septiembre y diciembre de 1812 para celebrar el aniversario del inicio de la guerra de independencia así como el día de la celebración a la Virgen de Guadalupe.
En 1813 fue nombrado secretario de Sixto Verduzco. Bajo sus órdenes participó en varios combates en las cercanías de Pátzcuaro. En las lomas de El Calvario fue derrotado por el coronel realista Antonio Linares, fue forzado a retirarse a Uruapan.  En el mes de abril participó en el sitio de Acapulco bajó las órdenes de José María Morelos, quien lo nombró vicario general del ejército y lo ascendió a mariscal de campo con plaza en Oaxaca. Apoyó  el nombramiento de generalísmo de José María Morelos durante el Congreso de Chilpancingo.

## Excesos, arresto y captura
Durante su estancia en Oaxaca ordenó la aprehensión y destierro de los canónigos Jacinto Moreno y Bazo, y D. J. Vasconcelos. Al dirigir una proclama a los habitantes de la ciudad atacó con vehemencia al obispo Antonio Bergosa y Jordán. 
Entabló amistad con el subdiácono Ignacio Ordoño, quien llevaba una vida nada ejemplar. Ambos personajes formaron un grupo con el capitán José María Calleja, Feliciano Gracida, José de los Santos, Anselmo "el Sastre", José Mariano Nava y Mota, los hermanos Pedro y Narciso Morales, y el cura Moctezuma para imponer la ley del más fuerte en Oaxaca. Adicionalmente, Velasco fue protagonista de varios abusos en contra de jóvenes y señoras de la ciudad, llegó a secuestrar a la sobrina de 15 años de Joaquín Llaguno. Asimismo ordenó saqueos en contra de comerciantes.
En respuesta a estas tropelías, Ignacio López Rayón dio órdenes al canónigo José de San Martín para arrestar a Velasco. A pesar de que hizo frente a sus aprehensores fue encarcelado en el convento de Santo Domingo. Al ser enviado a Huajuapan, para responder por sus acciones, logró escapar con la ayuda de su escolta, no obstante, fue capturado por las tropas realistas del brigadier Melchor Álvarez. Se le perdonó la vida gracias a que tomó una actitud de arrepentimiento por haberse unido a la causa insurgente. Además de hablar en contra de Rayón y de Morelos, confesó la relación que mantenían los insurgentes con José Miguel Guridi y Alcocer, Jacobo de Villaurrutia y otros miembros de los Guadalupes.

## Insurgente bajo las órdenes de Rosáins y Mier y Terán
El virrey Félix Calleja le concedió el indulto y giro órdenes para que fuese trasladado a Xalapa. Velasco, por su parte, pidió autorización al virrey para viajar a España aduciendo el deseo de unirse con su padre, sin embargo escapó de sus custodios y se unió a las tropas insurgentes de Juan Nepomuceno Rosáins en Tehuacán. Un año más tarde militó bajo las órdenes de Manuel Mier y Terán.  A principios de 1816 intentó embarcarse a los Estados Unidos pero fue capturado por Guadalupe Victoria quien se encontraba en pugna con Mier y Terán por la disolución del Congreso de Chilpancingo. Poco tiempo después, Victoria ordenó la liberación de Velasco. De nueva cuenta, Velasco se reunió con las tropas de Rosáins y de Mier y Terán.

## Muerte
Participó en la infructuosa expedición de Mier y Terán a Coatzacoalcos con el objetivo de conseguir armamento suministrado por William Davis Robinson.  Al dirigirse a la playa Vicente, los insurgentes fueron atacados por las tropas realistas de Juan Bautista Topete y Viaña el 8 de septiembre de 1816. Velasco murió ahogado en las cercanías de Huaxpala. Al terminar la guerra de independencia, Rosáins acusó a Mier y Terán en su Relación histórica de haber asesinado a Velasco, pero Terán respondió enérgicamente presentando testigos que confirmaron que la muerte de Velasco había sido por ahogamiento en el río Coatzacoalcos.